# Ab hinc
Ab hinc, kommer fra latin og betyder herefter, herfra.
Eks. "hvor går vi hen herfra" eller "herefter", vil jeg gerne have at I sætter jer ned.